# گزارش ویژه ۱٫۵ درجه گرم شدن زمین
گزارش ویژهٔ ۱٫۵ درجه سانتیگراد گرم شدن زمین (انگلیسی: Special Report on Global Warming of 1.5 °C) یا (SR15) گزارشی است که توسط هیئت بین دولتی تغییرات آب‌وهوایی (IPCC) در ۸ اکتبر ۲۰۱۸ منتشر شده‌است. این گزارش که در اینچئون، کره جنوبی مورد تأیید قرار گرفته، شامل بیش از ۶۰۰۰ مرجع علمی است و توسط ۹۱ نویسنده از ۴۰ کشور تهیه شده‌است. در دسامبر ۲۰۱۵، در کنفرانس تغییر اقلیم ۲۰۱۵ سازمان ملل متحد که در پاریس تشکیل شد تهیهٔ این گزارش درخواست شده‌بود. این گزارش در چهل و هشتمین جلسهٔ IPCC سازمان ملل متحد به منظور «ارائهٔ راهنمایی معتبر و علمی برای دولت‌ها» برای مقابله با تغییرات آب و هوایی ارائه شد.
یافتهٔ کلیدی در این گزارش این است که رسیدن به هدفی در محدودهٔ ۱٫۵ درجه سانتی‌گراد (۲٫۷ درجه فارنهایت) افزایش امکان‌پذیر است، اما برای رسیدن به آن به «کاهش گستردهٔ انتشار گازهای گلخانه‌ای» و «دگرگونی‌های سریع، گسترده و بی‌سابقه در همهٔ جنبه‌های جامعه» نیازمند است. بعلاوه، این گزارش نشان می‌دهد که «محدود کردن گرمایش جهانی به ۱٫۵ درجه سانتی‌گراد در مقایسه با ۲ درجه سانتی‌گراد، موجب کاهش تأثیرات چالش‌برانگیز بر اکوسیستم، سلامت و رفاه انسان می‌شود» و افزایش دمای ۲ درجه سانتی‌گراد باعث تشدید پدیدهٔ آب‌وهوای غیرعادی و افزایش سطح دریاها، و نیز کاهش یخ دریای قطب شمال، سفید شدن مرجان‌ها، و از بین رفتن اکوسیستم‌ها، از جمله تاثیرهای شدید دیگر می‌شود. این گزارش همچنین مدل‌هایی دارد که نشان می‌دهد برای محدود شدن گرمایش جهانی به ۱٫۵ درجه سانتی‌گراد، انتشار خالص گاز دی‌اکسید کربن (CO2) ناشی از انسان باید تا سال ۲۰۳۰ حدود ۴۵ درصد از سطح سال ۲۰۱۰ کاهش یابد و حدود سال ۲۰۵۰ به صفر خالص برسد."کاهش انتشار گازهای گلخانه‌ای تا سال ۲۰۳۰ و تغییرات و چالش‌های مرتبط با آن، از جمله کربن‌زدایی سریع، تمرکز کلیدی در بسیاری از گزارش‌هایی بود که در سراسر جهان تکرار می‌شد.

## نکته‌های اصلی

چلد گزارش ویژه ۱٫۵ درجه گرم شدن زمین

اگر گرمایش زمین با سرعت کنونی به افزایش خود ادامه دهد، احتمالاً بین سال‌های ۲۰۳۰ تا ۲۰۵۲ به ۱٫۵ درجه سانتی‌گراد بالاتر از سطح پیش از صنعتی شدن خواهد رسید. SR15 خلاصه‌ای از تحقیقات موجود را از یک طرف در مورد تأثیر گرمایش ۱٫۵ درجه سانتیگراد (معادل ۲٫۷ درجه فارنهایت) بر روی این سیاره و از طرف دیگر اقدامات لازم برای محدود کردن گرمایش جهانی ارائه می‌دهد.
حتی با فرض اجرای کامل مشارکت‌های مشروط و بدون قید و شرط تعیین شدهٔ ملی که توسط کشورها در توافقنامه پاریس ارائه شده‌است، انتشار خالص نسبت به سال ۲۰۱۰ افزایش می‌یابد که منجر به گرم شدن حدود ۳ درجه سانتی گراد تا سال ۲۱۰۰ و باز هم بیشتر از آن به بعد می‌شود. در مقابل، محدود کردن گرمایش زیر یا نزدیک به ۱٫۵ درجه سانتیگراد مستلزم کاهش انتشار خالص تا حدود ۴۵ درصد تا سال ۲۰۳۰ و رسیدن به صفر خالص تا سال ۲۰۵۰ است (یعنی حفظ مجموع انتشار گازهای گلخانه‌ای در بودجه کربن). حتی برای محدود کردن گرمایش زمین به زیر ۲ درجه سانتیگراد، انتشار CO2 باید ۲۵٪ تا سال ۲۰۳۰ و ۱۰۰٪ تا سال ۲۰۷۵ کاهش یابد.مسیرها (یعنی سناریوها و مجموعه‌هایی از گزینه‌های کاهش) که اجازه چنین کاهشی را تا سال ۲۰۵۰ می‌دهد انتقال سریع به سمت تولید برق از راه روش‌های کم انتشار و افزایش استفاده از برق به جای سایر سوخت‌ها در بخش‌هایی مانند حمل‌ونقل را توصیف می‌کند. به‌طور متوسط، مسیرهایی که نسبت انرژی اولیه تولید شده توسط انرژی‌های تجدیدپذیر را به ۶۰٪ افزایش می‌دهند، در حالی که نسبت تولید شده توسط زغال سنگ به ۵٪ و نفت به ۱۳٪ کاهش می‌یابد.بیشتر مسیرها نقش بزرگتری را برای جذب و ذخیره‌سازی انرژی هسته‌ای و کربن و استفاده کمتر از گاز طبیعی توصیف می‌کنند. آنها همچنین فرض می‌کنند که اقدامات دیگری به‌طور همزمان انجام می‌شود: به عنوان مثال. انتشار غیر از CO2 (مانند متان، کربن سیاه، اکسید نیتروژن) باید به‌طور مشابه کاهش یابد، تقاضای انرژی بدون تغییر است، حتی ۳۰٪ کاهش می‌یابد یا با مقیاس بی‌سابقه‌ای از روش‌های حذف دی‌اکسید کربن که هنوز توسعه نیافته‌اند، جبران می‌شود. در حالی که سیاست‌ها و تحقیقات جدید امکان بهبود کارایی در کشاورزی و صنعت را فراهم می‌کند.